# Sint Nicolaas-Noord
Sint Nicolaas-Noord, San Nicolas-North – jeden z ośmiu regionów (regio) w południowej części kraju autonomicznego Aruba, należącego do Holandii, w Ameryce Południowej. 1 stycznia 2020 r. liczył 9940 mieszkańców.

## Podział administracyjny
W skład regionu wchodzi siedem stref (zone)
- 7.71 Brasil
- 7.72 Rooi Congo
- 7.73 Watapana Gezaag
- 7.74 Standard Ville/Rooi Hundo
- 7.75 Kustbatterij
- 7.76 Juana Morto
- 7.77 Sint Nicolaas-Noord Other

## Demografia
Region liczy 9940 mieszkańców (1 stycznia 2020), co stanowi 9,2% całej populacji kraju.
| Kobiety | Mężczyźni |
| ------- | --------- |
| 4760    | 5180      |